# Bamberg (Carolina del Sur)
Bamberg es un pueblo ubicado en el condado de Bamberg en el estado estadounidense de Carolina del Sur. Es sede del condado homónimo. La ciudad en el año 2000 tiene una población de 3.733 habitantes en una superficie de 9,2 km², con una densidad poblacional de 408.5 personas por km². 

## Geografía
Bamberg se encuentra ubicado en las coordenadas 33°17′54″N 81°1′55″O / 33.29833, -81.03194. Según la Oficina del Censo, la ciudad tiene un área total de 9,2 km² (3,6 mi²), de la cual 9,1 km² (3,5 mi²) es tierra y 0,1 km² (0 mi²) (0.56%) es agua.

## Demografía
Para el censo de 2000, había 3.733 personas, 1.383 hogares y 923 familias en la ciudad. La densidad de población era 1.058,1 hab/km². 
En el 2000 la renta per cápita promedia del hogar era de $21.736, y el ingreso promedio para una familia era de $28.309. El ingreso per cápita para la localidad era de $13.512. En 2000 los hombres tenían un ingreso per cápita de $38.068 contra $20.815 para las mujeres. Alrededor del 28.30% de la población estaba bajo el umbral de pobreza nacional. 

## Personalidades
- Nikki Haley, gobernadora de Carolina del Sur.[5]